# Adolf Abramovič Joffe
Adolf Abramovič Joffe (rusky Адо́льф Абра́мович Ио́ффе; 22. října 1883 Simferopol – 16. listopadu 1927 Moskva) byl ruský revolucionář, sovětský politik a diplomat. Zastupoval Rusko při mírových jednáních v Brestu Litevském, následně pokračoval v diplomatické kariéře a působil jako velvyslanec v Číně a Rakousku. Byl přívržencem Lva Trockého. Po jeho vyloučení ze strany, a také z důvodu své těžké nemoci spáchal v listopadu 1927 sebevraždu.

## Život před bolševickou revolucí
Narodil se v karaitské rodině bohatého simferopolského kupce Abrama Jakovleviče Joffe. Po ukončení gymnázia se stal menševikem a začal studovat v letech 1903–1904 medicínu v Berlíně. Kvůli revoluční činnosti v Rusku a v Německu studia opustil, vrátil se do Ruska a aktivně se zúčastnil revoluce v roce 1905. V roce 1906 byl vyhoštěn na Sibiř, ale utekl a emigroval do Švýcarska. V letech 1906–1907 studoval práva v Curychu. V následujících letech se střídavě pohyboval v Berlíně, Vídni a nelegálně i v Rusku. Začal více spolupracovat s Lvem Trockým, který se stal jeho přítelem. V roce 1912 byl v Oděse zatčen, uvězněn a pak poslán na Sibiř.

## V revoluci 1917
Po únorové revoluci byl z vyhnanství propuštěn, dorazil do Petrohradu a od května 1917 opět spolupracoval především s Trockým. Společně bojovali za sjednocení menševiků a dalších socialistů s bolševiky, což se podařilo jen zčásti. V říjnu (listopadu) 1917, během bolševické revoluce, byl Joffe předsedou Petrohradského revolučního výboru.

## Diplomat

### Brestlitevský mír

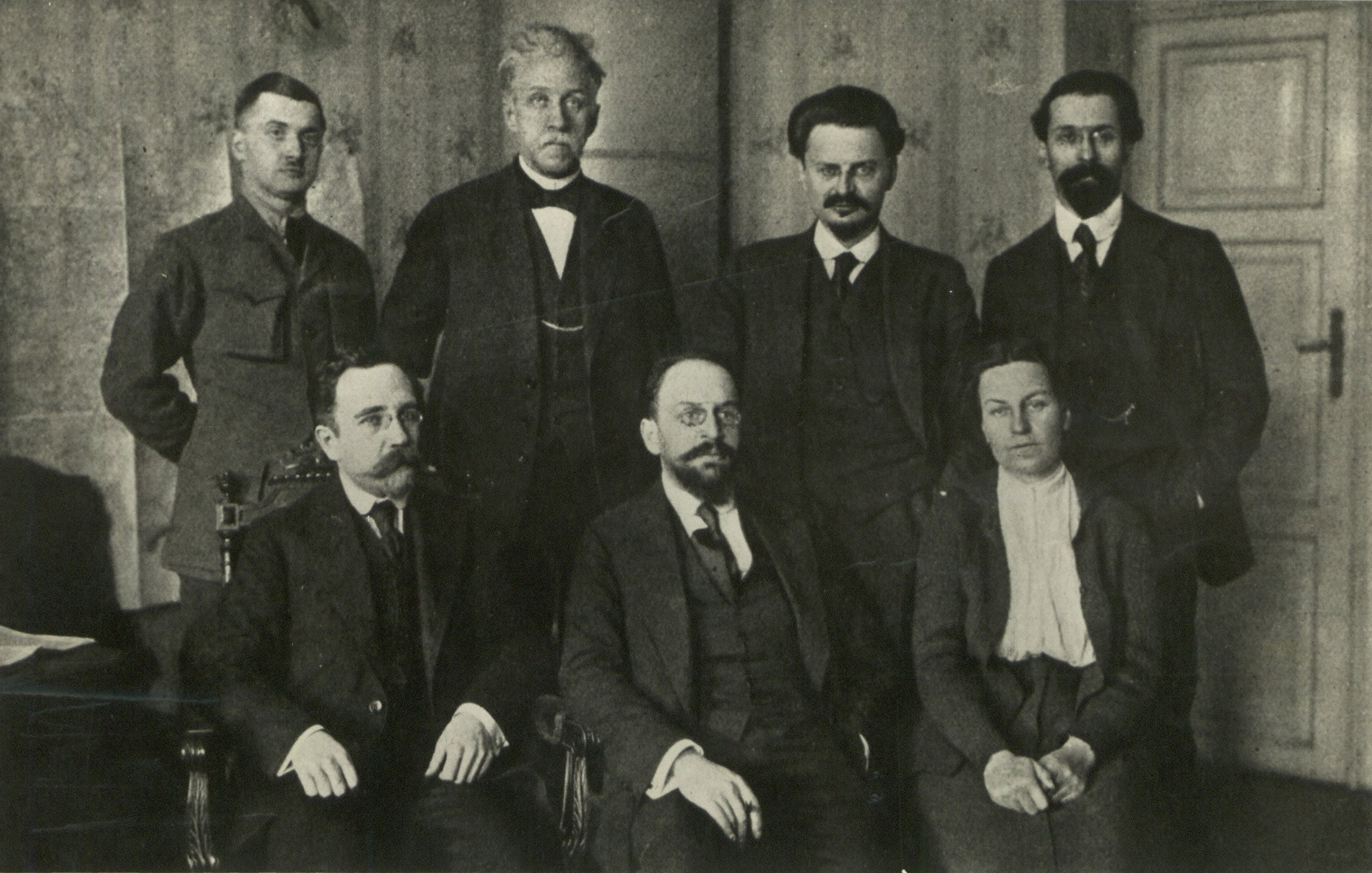
Sovětská delegace v Brestu Litevském (Joffe sedí uprostřed, Trockij stojí druhý zprava)

Následně se stal komisařem pro zahraniční záležitosti a od konce listopadu 1917 do ledna 1918 vedl poněkud bizarní ruskou delegaci (členkou byla mj. nedávno propuštěná vražedkyně Anastasija Bicenko) v jednáních s ústředními mocnostmi v Brestu Litevském. Dne 2. (15.) prosince 1917 podepsal Joffe dočasné příměří s Německem, Rakousko-Uherskem, Tureckem a Bulharskem a od 22. prosince, kdy začala skutečná mírová jednání, se snažil prosazovat z hlediska situace na frontě poněkud naivní doktrínu „míru bez anexí a kontribucí“ s široce pojatým uplatňováním práva na národní sebeurčení. Rakouský ministr zahraničí hrabě Otakar Černín později na Joffeho vzpomínal:
Vůdce ruské delegace je Žid jménem Joffe, který byl nedávno propuštěn ze Sibiře […] Po jídle jsem měl první delší rozhovor s panem Joffem. Celá jeho teorie je založena na všeobecném uplatňování práva na sebeurčení národů v nejširší podobě. Takto osvobozené národy pak musejí být přivedeny k tomu, aby se navzájem měly rády […] Já jsem mu sdělil, že nehodláme napodobovat ruské metody, a že bychom také netolerovali zasahování do našich vnitřních záležitostí. Pokud se bude nadále držet svých utopických názorů, mír nebude možný. A pak bych mu doporučoval, aby odcestoval zpět nejbližším vlakem. Pan Joffe se na mě ohromeně podíval a chvíli mlčel. Pak pokračoval v – pro mě, nikdy nezapomenutelném – přátelském, nebo dokonce skoro prosebném tónu: „Velice doufám, že budeme schopni také ve vaší zemi vyvolat revoluci…“

Brzy Joffe zjistil, že o bolševické utopie centrální mocnosti nejeví zájem a bolševičtí diplomaté od ledna 1918 již pod vedením Trockého přešli na nejasnou a zdržovací doktrínu „ani válka, ani mír“. Odmítali uzavřít konečnou mírovou smlouvu na základě tvrdých německých požadavků a čekali, že světová revoluce vyřeší vše za ně. Němcům nakonec došla trpělivost a 18. února 1918 zahájili velkou ofenzívu proti v podstatě nefunkční ruské armádě, která donutila Rusy kapitulovat. V únoru a březnu 1918 už byl Joffe pouze řadovým členem mírové delegace. Lenin nakonec prosadil podepsání pro Rusko velmi nevýhodného ale nutného míru, které za bolševiky signoval Grigorij Sokolnikov.

### Další diplomatická kariéra
Joffe následně působil v Petrohradu a v dubnu 1918 byl poslán do Německa jako ruský diplomatický zástupce. Dojednal a podepsal dodatkovou smlouvu s Německem (srpen 1918). Začátkem listopadu 1918 byl spolu s dalšími ruskými bolševiky z Německa vyhoštěn s tím, že se snaží rozdmýchat komunistický puč. V letech 1919 až 1921 pracoval v různých vyšších funkcích, ale skutečně vrcholným bolševickým funkcionářem se nestal. Angažoval se v diplomatických jednáních s Polskem, Litvou, Lotyšskem a Estonskem v letech 1920 a 1921. Jako vedoucí sovětské delegace podepsal mír z Tartu s Estonskem. Měl důležitý podíl na dojednání a podepsání Rižského míru s Polskem (hlavní ruský signatář).
V únoru 1922 se jako jeden z delegátů zúčastnil jednání v Janově, což byla první konference, na níž západní mocnosti jednali s bolševickými představiteli Ruska. O své zkušenosti ještě téhož roku sepsal krátkou knihu. Poté byl poslán do Číny jako sovětský velvyslanec. Zde dojednal dohodu se Sunjatsenem o pomoci Kuomintangu – tah, který zřejmě měl přivést Kuomintang ke spolupráci s komunisty. V červnu 1923 se přesunul do Japonska, ale zdlouhavá jednání zde musel kvůli vážné nemoci přerušit. Vrátil se do SSSR a poté, co se mu zlepšilo zdraví, byl vyslán s delegací do Spojeného království. Následně v letech 1924–1926 působil jako sovětský velvyslanec v Rakousku.

## Trockij, smrt a dědictví

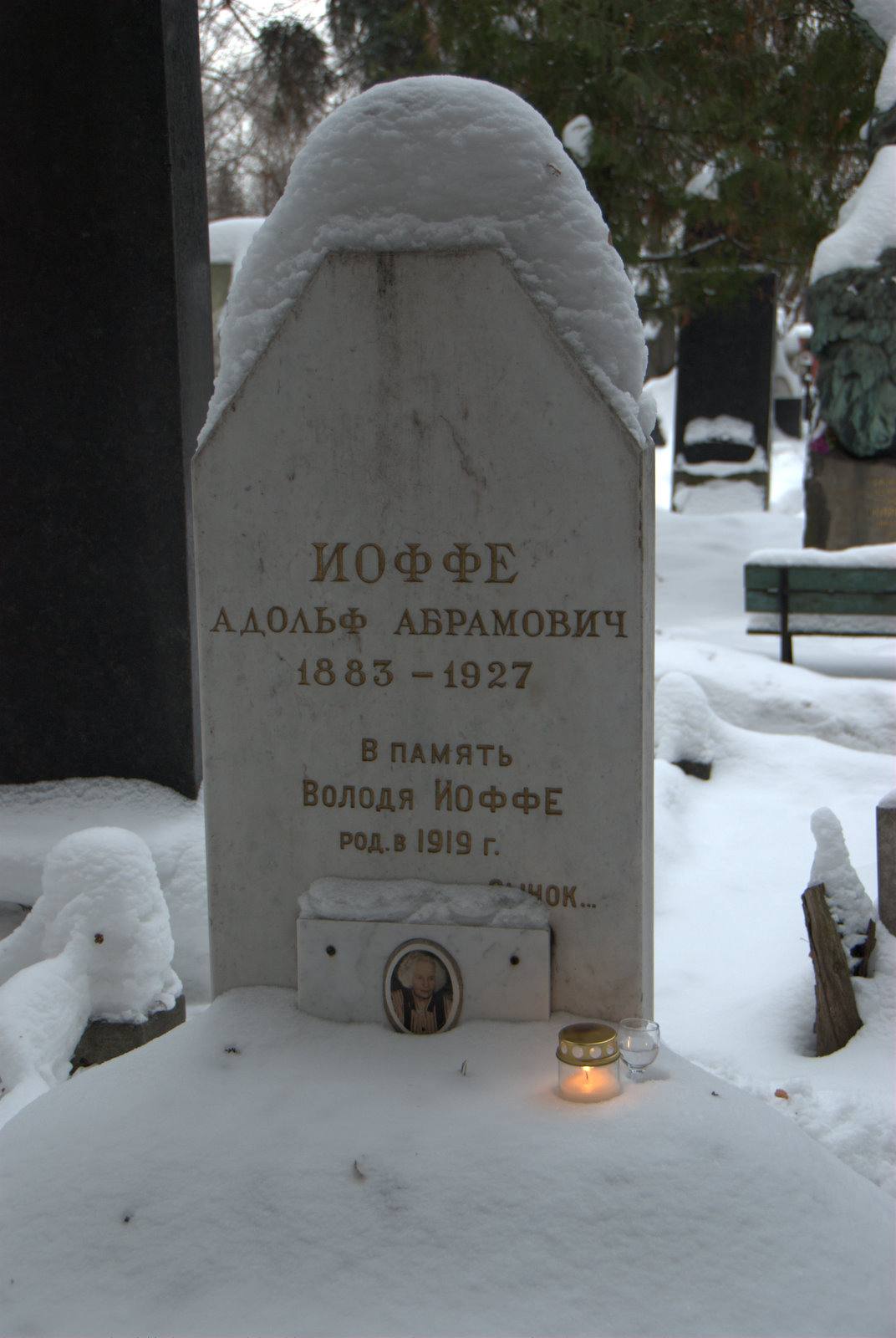
Joffeho hrob

Joffe zůstával věrný svému příteli Trockému a s tím, jak se Trockij pomalu dostával do opozice, upadal v stranické hierarchii i Joffe. Navíc ho sužovala těžká a bolestivá nemoc – polyneuritida (zánět nervů), která ho čím dál častěji poutala na lůžko. Vysocí straničtí představitelé nedovolili Joffemu vycestovat a léčit se v zahraničí. 12. listopadu 1927 byl Trockij vyloučen ze strany a to byla poslední kapka i pro Joffeho. 16. listopadu 1927 spáchal sebevraždu, přičemž zanechal i dopis na rozloučenou adresovaný Trockému. Dopis nicméně zabavila sovětská tajná policie a později ho využila jak k diskreditaci Joffeho, tak Trockého. Trockého smuteční řeč na Joffeho pohřbu se stala jeho posledním veřejným projevem v Sovětském svazu.
Joffeho žena Maria byla obviněna z trockismu, za Stalinských čistek zatčena a asi 20 let vězněna. Nicméně přežila a vydala i své paměti (One Long Night: A Tale of Truth). Jeho dcera Naděžda, rovněž trockistka, přežila věznění v gulagu a taktéž vydala memoáry (rusky Время назад: Моя жизнь, моя судьба, моя эпоха, anglicky Back in Time: My Life, My Fate, My Epoch).